# キャンディ・オーに捧ぐ
『キャンディ・オーに捧ぐ』（Candy-O）は、アメリカ合衆国のロックバンド、カーズのセカンド・アルバム。
ジャケットのデザインはアルベルト・バルガスによるもの。Billboard 200では3位にランクインし、プラチナ・ディスクも獲得するなど、商業的にも成功を収めている。
カーズの本領が発揮されたアルバムで、デビュー・アルバムを上回る出来との評価もある。

## 収録曲
全てリック・オケイセックによる作詞・作曲。
1. レッツ・ゴー - "Let's Go" - 3:33
2. いつまでも恋人 - "Since I Held You" - 3:16
3. オール・アイ・キャン・ドゥ - "It's All I Can Do" - 3:44
4. ダブル・ライフ - "Double Life" - 4:14
5. シュー・ビー・ドゥ - "Shoo Be Doo" - 1:36
6. キャンディ・オーに捧ぐ - "Candy-O" - 2:36
7. ナイトスポッツ - "Nightspots" - 3:15
8. 燃えつきた恋 - "You Can't Hold On Too Long" - 2:46
9. ラスト・フォー・キックス - "Lust For Kicks" - 3:52
10. ガット・ア・ロット・オン・マイ・ヘッド - "Got A Lot On My Head" - 2:59
11. 危険がいっぱい - "Dangerous Type" - 4:28

## パーソネル
- リック・オケイセック (Ric Ocasek) – ボーカル (リードボーカル - 2、4、5、7、9、10、11)、リズムギター
- ベンジャミン・オール (Benjamin Orr) – ボーカル (リードボーカル - 1、2、3、6、8)、ベース
- グレッグ・ホークス (Greg Hawkes) – キーボード、パーカッション、サクソフォーン、バック・ボーカル
- デヴィッド・ロビンソン (David Robinson) – ドラム、パーカッション
- エリオット・イーストン (Elliot Easton) – リードギター、バック・ボーカル